# Mincio
De Mincio is een Italiaanse rivier, die voor het grootste deel door de regio Lombardije stroomt. De Mincio verzorgt de afwatering van het Gardameer. De Mincio ontspringt bij Peschiera en mondt bij Mantua uit in de Po. Eigenlijk is de Mincio een voortzetting van de belangrijkste voedende rivier van het Gardameer, de Sarca die de bovenloop van de Mincio vormt.
Paus Leo I ontmoette Attila bij de Mincio in 452 in een poging de koning van de Hunnen te overtuigen Rome niet te plunderen. De ontmoeting werd voor Rome een succes, maar waarom Attila zijn leger terugtrok is nog steeds een onderwerp van discussie.
In 1198 is de loop van de Mincio bij Mantua kunstmatig aangepast om voor een betere verdediging van de stad te kunnen zorgen. Op deze manier zijn daar het Bovenmeer, het Middenmeer en het Benedenmeer (Laghi Superiore, Mezzo en Inferiore) ontstaan. Stroomopwaarts werd in 1393 in opdracht van Gian Galeazzo Visconti, de heer van Milaan, een dam opgeworpen om Mantua droog te leggen en gemakkelijk te kunnen veroveren: de Ponte Visconteo. De drooglegging is nooit gelukt.
- Library of Congress Control Number: sh95003555
- Nationale Bibliotheek van Tsjechië: ge671391
- Nationale Bibliotheek van Israël: 987007546877505171
- Virtual International Authority File: 240515550